# داني أدكوك
داني أدكوك (بالإنجليزية: Danny Adcock)‏ هو ممثل أسترالي، ولد في 29 يونيو 1948 في سيدني في أستراليا.

## وصلات خارجية
- داني أدكوك على موقع IMDb (الإنجليزية)
- داني أدكوك على موقع قاعدة بيانات الفيلم (الإنجليزية)